# 12987 Racalmuto
12987 Racalmuto è un asteroide della fascia principale. Scoperto nel 1981, presenta un'orbita caratterizzata da un semiasse maggiore pari a 2,4275495 au e da un'eccentricità di 0,0305907, inclinata di 6,48946° rispetto all'eclittica.
L'asteroide è dedicato all'omonima località italiana.